# Liocranum erythrinum
Liocranum erythrinum is een spinnensoort in de taxonomische indeling van de bodemzakspinnen (Liocranidae). De spin leeft op de bodem en maakt geen web. Het dier behoort tot het geslacht Liocranum. De wetenschappelijke naam van de soort werd voor het eerst geldig gepubliceerd in 1883 door Pavesi.